# جورج كلارك (لاعب كرة قاعدة)
جورج كلارك (بالإنجليزية: George Clark)‏ هو لاعب كرة قدم أمريكية أمريكي، ولد في 20 مارس 1894 في قرطاج في الولايات المتحدة، وتوفي في 8 نوفمبر 1972 في لاهويا في الولايات المتحدة.